# Hydriomena prouti
Hydriomena prouti là một loài bướm đêm trong họ Geometridae.